# Лорън Сейнт Джон
Лорън Сейнт Джон (на английски: Lauren St. John) е южноафриканска писателка на произведения в жанровете детска литература, съвременен роман, мемоари и документалистика.

## Биография и творчество
Родена е на 21 декември 1966 г. в Кадома, Зимбабве (тогава Гатума, Родезия), в семейството на Ерол Антоан и Маргарет Мей, Кендъл. Когато е на 11 години семейството ѝ се премества във фермата „На края на дъгата“ край Гадзема, която по-късно описва в мемоарите си. Учи журналистика в Политехниката в Хараре.
След дипломирането си през 1987 г. се премества в Лондон, където първоначално работи като зам. редактор в списание „Пребиваващи в чужбина“. След това в периода 1988-1989 г. работи като журналист в списание „Днешният голфър“, а в периода 1994-1998 г. е голф кореспондент на вестник „Сънди Таймс“.
Първата ѝ документална книга „Shooting at Clouds“ (Стрелба в облаците) е публикувана през 1992 г. Пише още биографии на спортисти и музиканти, а голфът и кънтри музиката стават две от страстите ѝ.
През 2006 г. е публикуван първият ѝ детски роман „Белият жираф“ от поредицата „Африкански приключения“. Книгата за приключенията на малката Мартина в Африка става бестселър и я прави известна. Следват „Песента на делфините“, „Последният леопард“ и „Съдбата на слона“, и др.
През 2007 г. е издаден мемоарния ѝ роман „Rainbow's End“ за живота ѝ в Африка.
През 2010 г. е публикуван детския ѝ роман „Тайната на малкия залив“ от поредицата „Загадките на Лора Марлин“. Главната героиня е 11-годишната детективка Лора Марлин, живееща в Сейнт Ивс, Корнуол, която разследва различни случаи. Книгата е удостоена с наградата „Blue Peter“ и е включена в списъка за детска книга на годината.
Първият ѝ роман за възрастни „The Obituary Writer“ е публикувана през 2013 г.
Лорън Сейнт Джон живее в Лондон.

## Произведения

### Самостоятелни романи
- The Obituary Writer (2013)
- The Glory (2015)
- Mercy and the Hippo (2017)
- The Snow Angel (2017)
- Kat Wolfe Investigates (2018)
- Falling Into You (2018)

### Серия „Африкански приключения“ (African Adventures)
1. The White Giraffe (2006)
Белият жираф, изд.: Фют, София (2010), прев. Юлия Димитрова
2. Dolphin Song (2007)
Песента на делфините, изд.: Фют, София (2011), прев. Ирина Манушева
3. The Last Leopard (2008)
Последният леопард, изд.: Фют, София (2010), прев. Юлия Димитрова
4. The Elephant's Tale (2009)
Съдбата на слона, изд.: Фют, София (2011), прев. Ирина Манушева
5. Anthony Ant Saves the Day (2015)
6. Operation Rhino (2015)

### Серия „Загадките на Лора Марлин“ (Laura Marlin Mysteries)
1. Dead Man's Cove (2010)
Тайната на малкия залив, изд.: Фют, София (2012), прев. Мария Пипева
2. Kidnap in the Caribbean (2011)
Отвличане в Карибите, изд.: Фют, София (2013), прев. Ирина Манушева
3. Kentucky Thriller (2013)
Неочаквани разкрития, изд.: Фют, София (2013), прев. Ирина Манушева
4. Rendezvous in Russia (2013)
Среща в Русия, изд.: Фют, София (2014), прев. Ирина Манушева
5. The Secret of Supernatural Creek (2017)

### Серия „Кон за един долар“ (One Dollar Horse)
1. The One Dollar Horse (2012)
2. Race the Wind (2013)
3. Fire Storm (2014)

### Детски илюстровани книжки
- Shumba's Big Adventure (2013)
- Mercy, the Hippo (2016)

### Документалистика
- Shooting at Clouds: Inside the European Professional Golfers' Association Tour (1992)
- Seve: Ryder Cup Hero (1993)
- Out of Bounds (1995)
- Greg Norman: The Biography (1998) – издаден и като „Shark“
- Walkin' After Midnight: A Journey to the Heart of Nashville (2000)
- Fairway Dreams: A Decade in Professional Golf (2001)
- Hardcore Troubadour: The Life and Near Death of Steve Earle (2002)
- Rainbow's End: A Memoir of Childhood, War and an African Farm (2007) – мемоари